# Fundación Shuttleworth
La Fundación Shuttleworth fue creada en enero de 2001 por empresario sudafricano Mark Shuttleworth con el propósito de proporcionar fondos para las personas involucradas en el cambio social. Aunque ha tenido varias líneas de actuación a lo largo de su historia, el modelo actual es una bolsa anual para el desarrollo de una idea. De esta manera, los becarios cuentan con una financiación de acuerdo con su experiencia para un período de un año, lo que les permite pasar ese año desarrollando la idea que ha dado sentido al proyecto.
Entre otros, han recibido ayudas Marcin Jacubowski (que desarrolla el proyecto Open Source Ecology), Rufus Pollock (cofundador de la Open Knowledge Foundation) y Mark Surman (director ejecutivo de la Fundación Mozilla.)

## Modelo de financiamiento
La Fundación provee fondos para personas vinculadas con proyectos de código libre o desarrollo social a través de una bolsa anual que cubre el salario, los viajes y los gastos de oficina. 

## Proyectos
- Freedom Toaster
- Kusasa
- SchoolTool, student information system
- Serval Project, for smart phone ad hoc networks
- strong encryption for Twitter
- tuXlabs